# Manuel Jalón Corominas
Manuel Jalón Corominas (Logronyo, 31 de gener de 1925 - Saragossa, 16 de desembre de 2011). Doctor enginyer aeronàutic.
El 1956 dissenya el pal de fregar i el cubell escorredor i el mateix any l'èxit del producte el va portar a crear l'empresa Rodex per tal d'industrialitzar-lo i comercialitzar-lo. El desenvolupament de la tecnologia del pal de fregar, el va portar a dissenyar tota una sèrie de productes que tenien el plàstic com a principal component com per exemple una safata per a gel. Els dissenys de Manuel Jalón han estat presents a nombroses exposicions sobre disseny espanyol.
Entre els seus treballs més destacats es troben el cubell i el pal de fregar Cisne (1964) o la xeringa hipodèrmica d'un sol ús (1979) que va realitzar en col·laboració amb Tomàs Sanchez i José Luis Clemente.